# Sandanska Bistrița

Sandanska Bistrița este un râu în Macedonia și sudul Bulgariei. Trece prin orașul Sandanski.